# Жалтырколь (Житикаринский район)
Жалтырколь (каз. Жалтыркөл, до 1996 г. — Комсомольское) — упразднённое село в Житикаринском районе Костанайской области Казахстана. Входило в состав Муктикольского сельского округа. Исключено из учётных данных в 2017 г. Код КАТО — 394447300.

## География
Находится примерно в 68 км к юго-западу от районного центра, города Житикара.

## Население
В 1999 году население села составляло 1009 человек (474 мужчины и 535 женщин). По данным переписи 2009 года, в селе проживал 321 человек (161 мужчина и 160 женщин).